# Gunhild Svang
Gunhild Svang (Lier, 21 januari 1875 – 12 augustus 1974) was een Noors pianiste. 
Ze werd geboren binnen het gezin van Johannes Svang (1827-1893) en Lene Marie Jonsdatter Kornerud (1830-1922). Ze huwde op 23 november 1918 met psychiater Ragnar Vogt. Zij was na Karen Mathea Olsen zijn tweede vrouw. Detail daarbij is dat Ragnar Vogt samen begraven is met Karen Olsen en niet met Svang.
Ze is een leerlinge van pianisten Arvesen en Martin Knutzen (beiden Noorwegen) en Artur Schnabel in Berlijn. Ze is slechts van een enkel concert bekend. Op 25 maart 1903 begeleidde ze Adée Leander-Flodin tijdens een concert in Oslo. Gedurende die tijd verschenen regelmatig advertenties dat ze muzieklessen gaf. In 1911 kreeg ze vanuit de staat nog een studiebeurs.